# 南國市
南國市（日语：／ Nankoku shi）是位於日本高知縣中東部的城市，地處四國山地南端。南邊面向太平洋，西部與高知市相鄰，中部與南部地處高知平原上，物部川則由北向南流經香南市邊界，並注入太平洋。南國市是高知縣的空中和陸上的玄關口，境內設有高知龍馬機場，四國旅客鐵道的土讚線和土佐黑潮鐵道等鐵路也在此交匯。
四國八十八箇所中的第29號札所國分寺、第32號札所禪師峰寺即坐落於市內。

## 地理

### 氣候
南國市北邊為海拔1000至1500公尺的的四國山地。由於高知縣南邊呈開口狀，當潮濕的空氣從南方吹來時，就會在迎風坡產生降雨。因此含南國市在內的高知縣部分地區，其年均降雨量通常超過2600毫米。

## 歷史
在奈良時代，土佐國的國衙與國分寺皆建於現今的南國市内，使南國地區成為土佐國的政治中心。平安時代，歌人紀貫之於延長8年(930年)出任土佐國第48任國司，於承平4年 (934年)卸任並返回平安京。紀貫之在返回平安京的路上寫下土佐日記，此作品在日本具有相當高的文學價值。1380年，細川賴義出任土佐國守護代，市內的田村地區成為當地的政治、經濟與文化中心。戰國時代，長宗我部氏將據點設於岡豐城，並完成四國地區的統一。直到江戶時代山內氏入主土佐國後，政治中心才移往相鄰的高知城。

### 行政區劃變遷
- 1889年4月1日：實施町村制，現在的轄區在當時分屬：
  - 長岡郡：瓶岩村、後免町、長岡村、國比左村、久禮田村、上倉村、大篠村、稻生村、十市村、三和村、野田村、岡豐村、介良村。
  - 香美郡：前濱村、田村、立田村、三島村、岩村。
- 1897年8月1日：國比左村改名為國府村。
- 1904年4月1日：瓶岩村的部份地區（樫谷、穴內、繁藤、北瀧本）被併入天坪村（該部分地區現已合併為香美市）。
- 1942年7月1日：田村、立田村和三島村的部份地區合併為日章村，三島村的其餘地區被併入野市町（現已合併為香南市）。
- 1952年10月1日：岩村的部份地區被併入野田村。
- 1956年9月30日：
  - 後免町、上倉村、瓶岩村、久禮田村、國府村、長岡村合併為新設置的後免町。
  - 大篠村、三和村、稻生村、十市村、日章村、前濱村合併為香長村。
- 1959年10月1日：後免町、香長村、野田村、岡豐村和岩村合併為南國市。
- 1959年10月7日：介良村的伊達野地區被併入南國市[12]。

### 變遷表
| 1889年4月1日 | 1889年 - 1926年           | 1926年 - 1954年           | 1955年 - 1989年            | 1955年 - 1989年             | 1989年 - 現在             | 現在                      |
| ------------ | ------------------------- | ------------------------- | -------------------------- | --------------------------- | ------------------------- | ------------------------- |
| 瓶岩村       | 1904年4月1日 併入天坪村   | 1904年4月1日 併入天坪村   | 1955年3月31日 合併為大豐村 | 1956年9月1日 併入土佐山田町 | 2006年3月1日 合併為香美市 | 2006年3月1日 合併為香美市 |
| 瓶岩村       | 瓶岩村                    | 瓶岩村                    | 1956年9月30日 後免町       | 1959年10月1日 南國市        | 南國市                    | 南國市                    |
| 後免町       |                           |                           | 1956年9月30日 後免町       | 1959年10月1日 南國市        | 南國市                    | 南國市                    |
| 長岡村       |                           |                           | 1956年9月30日 後免町       | 1959年10月1日 南國市        | 南國市                    | 南國市                    |
| 國比左村     | 1897年8月1日 改名為國府村 | 1897年8月1日 改名為國府村 | 1956年9月30日 後免町       | 1959年10月1日 南國市        | 南國市                    | 南國市                    |
| 久禮田村     |                           |                           | 1956年9月30日 後免町       | 1959年10月1日 南國市        | 南國市                    | 南國市                    |
| 上倉村       |                           |                           | 1956年9月30日 後免町       | 1959年10月1日 南國市        | 南國市                    | 南國市                    |
| 大篠村       | 大篠村                    | 大篠村                    | 1956年9月30日 香長村       | 1959年10月1日 南國市        | 南國市                    | 南國市                    |
| 稻生村       |                           |                           | 1956年9月30日 香長村       | 1959年10月1日 南國市        | 南國市                    | 南國市                    |
| 十市村       |                           |                           | 1956年9月30日 香長村       | 1959年10月1日 南國市        | 南國市                    | 南國市                    |
| 三和村       |                           |                           | 1956年9月30日 香長村       | 1959年10月1日 南國市        | 南國市                    | 南國市                    |
| 前濱村       |                           |                           | 1956年9月30日 香長村       | 1959年10月1日 南國市        | 南國市                    | 南國市                    |
| 田村         | 田村                      | 1942年7月1日 日章村       | 1956年9月30日 香長村       | 1959年10月1日 南國市        | 南國市                    | 南國市                    |
| 立田村       |                           | 1942年7月1日 日章村       | 1956年9月30日 香長村       | 1959年10月1日 南國市        | 南國市                    | 南國市                    |
| 三島村       |                           | 1942年7月1日 日章村       | 1956年9月30日 香長村       | 1959年10月1日 南國市        | 南國市                    | 南國市                    |
| 野田村       | 野田村                    | 野田村                    | 野田村                     | 1959年10月1日 南國市        | 南國市                    | 南國市                    |
| 岩村         | 岩村                      | 1952年10月1日 併入野田村  | 野田村                     | 1959年10月1日 南國市        | 南國市                    | 南國市                    |
| 岩村         | 岩村                      | 岩村                      |                            | 1959年10月1日 南國市        | 南國市                    | 南國市                    |
| 岡豐村       |                           |                           |                            | 1959年10月1日 南國市        | 南國市                    | 南國市                    |
| 介良村       | 介良村                    | 介良村                    | 介良村                     | 1959年10月7日 併入南國市    | 南國市                    | 南國市                    |
| 介良村       | 介良村                    | 介良村                    | 介良村                     | 1972年2月1日 併入高知市     | 高知市                    | 高知市                    |

## 交通
南國市位於四國山地盡頭廣闊的高知平原上，高知機場設置於此。鐵路方面有土佐電交通、四國旅客鐵道的土贊線、土佐電氣鐵道、土佐黑潮鐵道等路線。公路方面有高知自動車道，四國北部出發的國道32號，德島出發的國道195號和德島市起點的國道55號等於此匯集，為高知縣陸空交通的樞紐。

### 鐵路車站
- 四國旅客鐵道
  - 土讚線：土佐長岡車站 - 後免車站
- 土佐黑潮鐵道
  - 阿佐線：後免車站 - 後免町車站 - 立田車站

|  |  |
|  |  |

- 土佐電氣鐵道
  - 後免線：後免町車站 - 後免東町停留場 - 後免中町停留場 - 後免西町停留場 - 東工業前停留場 - 住吉通停留場 - 篠原停留場 - 小籠通停留場

|  |  |

### 道路

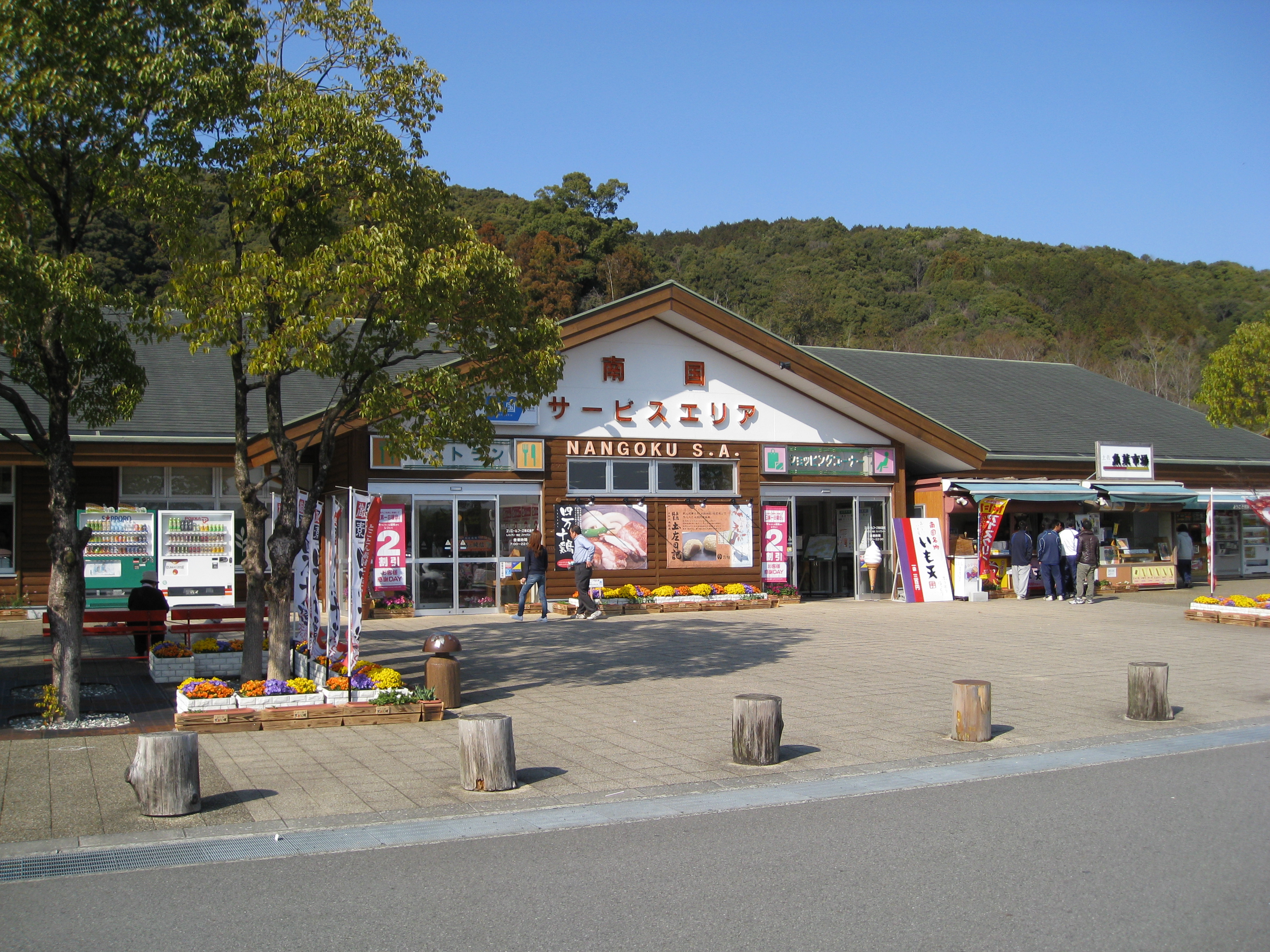
南國服務區

高速道路
- 高知自動車道：南國交流道 - 南國服務區

## 觀光

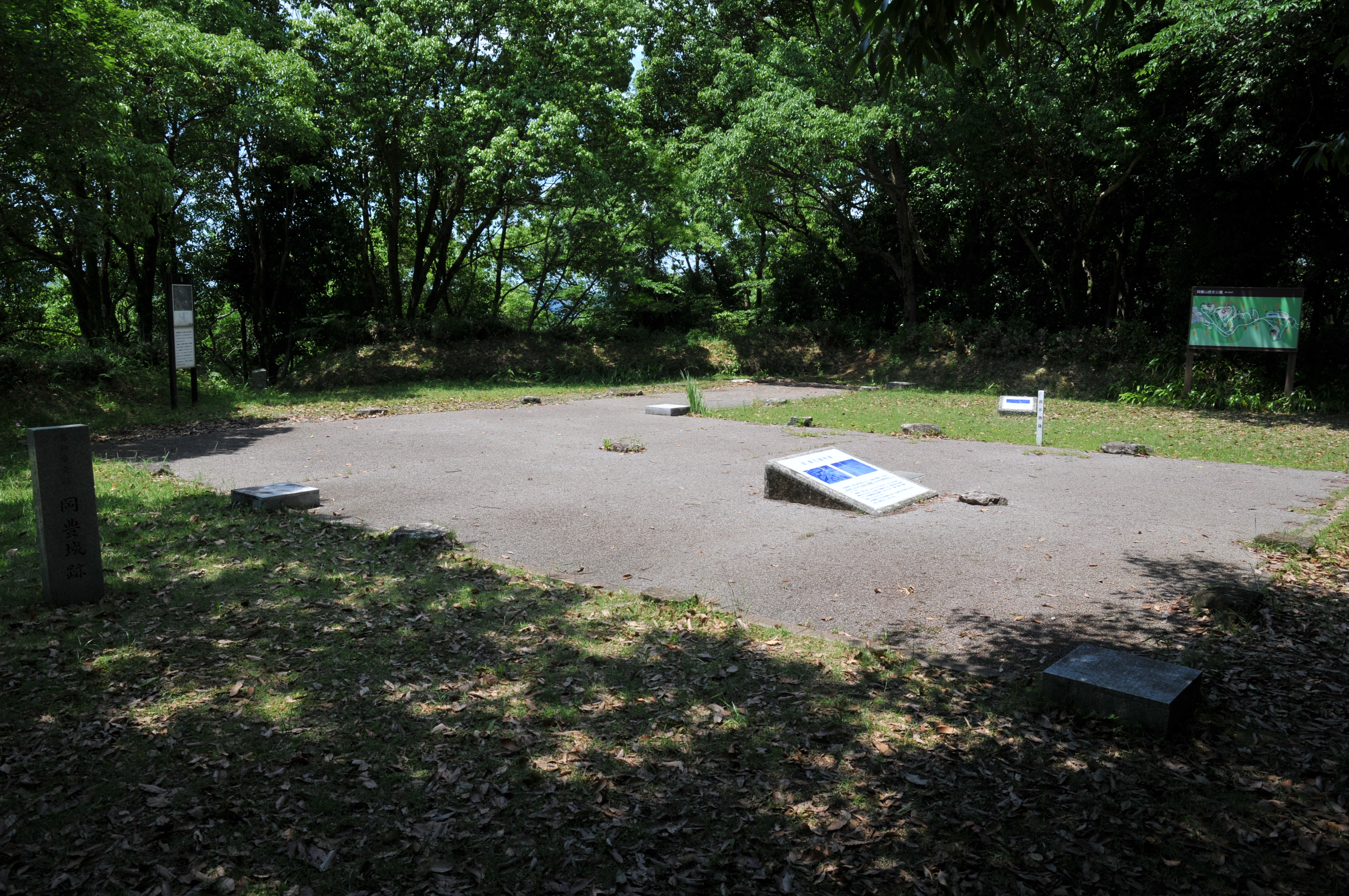
岡豐城遺跡

- 岡豐城遺跡
- 土佐國分寺
- 土佐國衙遺跡
- 紀貫之邸遺跡・古今集之庭
- 高知縣立歴史民俗資料館
- 長尾雞中心
- 四國八十八箇所第二十九番札所國分寺
- 四國八十八箇所第三十二番札所禪師峰寺
- 伊都多神社秋大祭（毎年11月10日）

## 教育
市立小學有13所，中學有4所。私立完全中學1所「清和女子中高等學校」。
高等學校
- 高知縣立岡豐高等學校
- 高知縣立高知農業高等學校
- 高知縣立高知東工業高等學校

高等專門學校
- 高知工業高等專門學校

大學
- 高知大學岡豐校區（醫學部、舊高知醫科大學）
- 高知大學物部校區（農學部）

## 姊妹、友好城市

### 日本
- 岩沼市（宮城縣）
於1973年7月締結為姊妹都市。

## 本地出身人物
- 長宗我部元親：戰國大名
- 北村正利：天文學者
- 島崎和歌子：藝人
- 島井咲緒里：將棋女子棋士
- 高松英郎：俳優
- 竹田智史：職業籃球選手
- 三山宏：演歌歌手
- 珍妮伊藤：搞笑藝人
- 岡林裕二：職業摔角選手
- 樫尾忠雄：卡西歐公司創辦人

## 外部連結
- （日語） 南国市商工会 （页面存档备份，存于）
- OpenStreetMap上有關南國市的地理